# Michael Seamount
Il Michael Seamount è una montagna sottomarina situata nella parte settentrionale dell'Oceano Atlantico. 
Fa parte della catena di vulcani sottomarini dei New England Seamounts, che è stata in attività più di 100 milioni di anni fa. La catena si è formata quando la placca nordamericana si è mossa al di sopra del punto caldo del New England.